# Адана
А́дана (тур. Adana) — місто на півдні Туреччини. Адміністративний центр вілайєту Сейхан. 172,5 тис. жителів (1955); 1760,71 тис. жителів (2019). П'яте за величиною місто Туреччини. Центр важливого сільськогосподарського району країни (бавовна, цитрусові, зернові).

## Історія

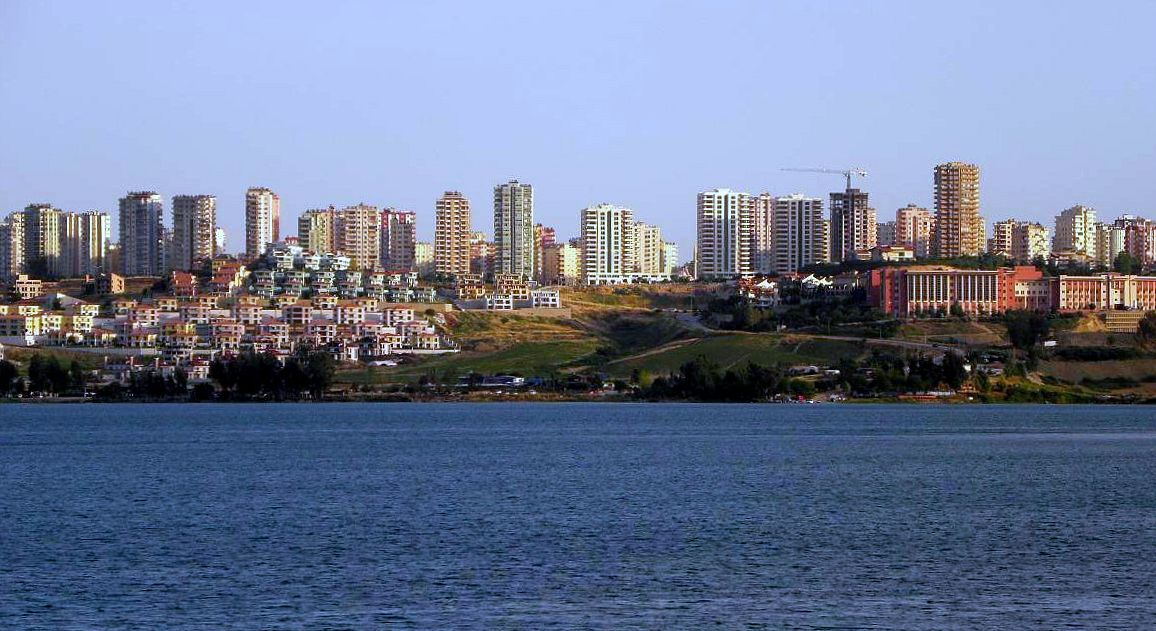
Місто Адана та озеро Сейхан

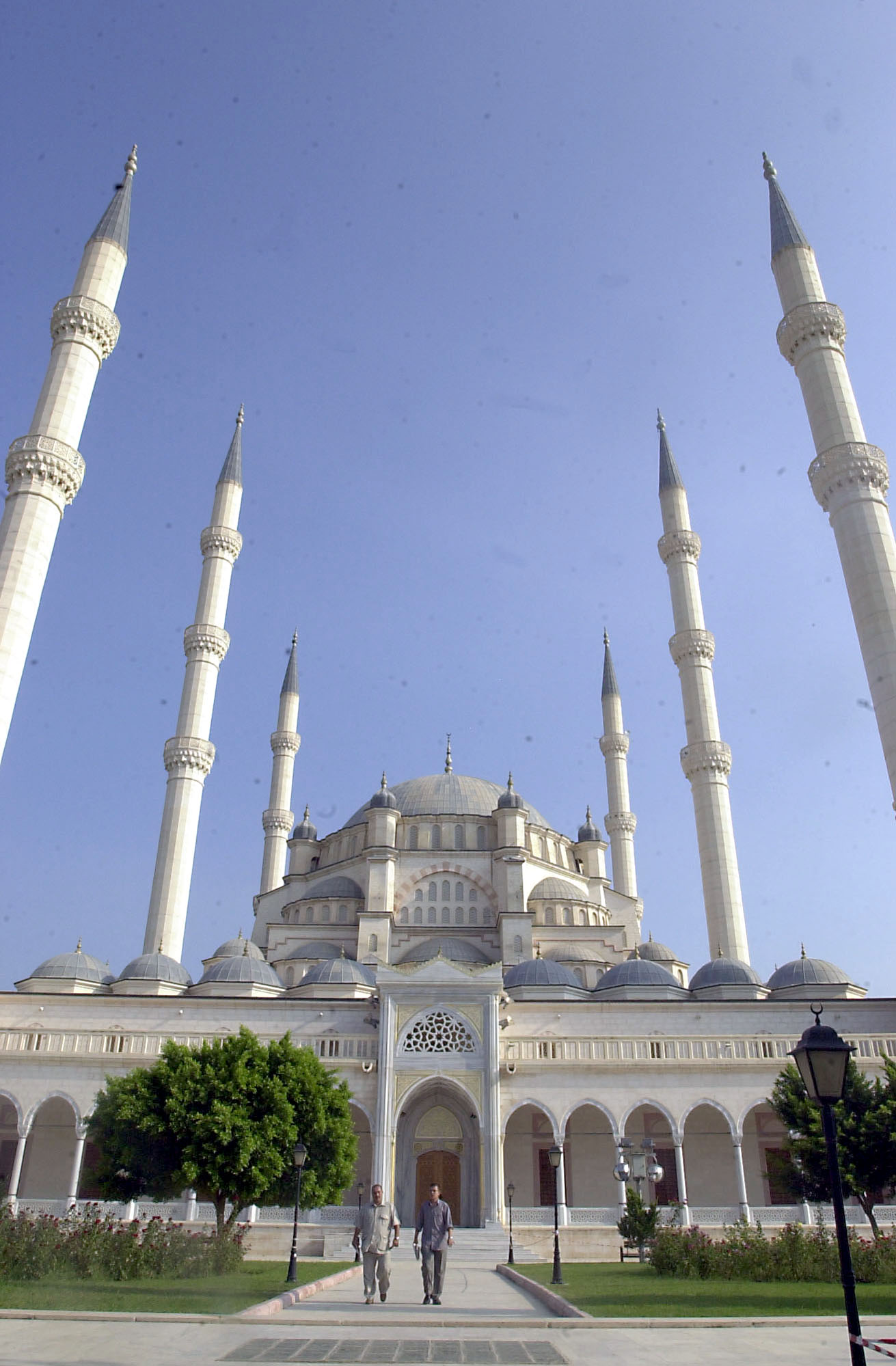
Центральна мечеть Сабанджи в Адані

Місто в різні часи належало різним цивілізаціям та імперіям. У тому числі Великій Вірменії, Римській, Візантійській, Османській імперіям, Кілікійському вірменському царству
У 1080-ті місто захопили турки-сельджуки, у 1140-ві повернуте Візантією, через 4 десятиріччя його втратили. Пізніше до XIV століття входить до складу Кілікійського вірменського царства. З початку XVI ст. під владою Туреччини.
Мешканців на кінець XIX століття налічувалося близько 24 тисяч, головним чином вірмени, а також греки й турки, саме місто мало стратегічне значення як ключ до проходів Таврських гір, перебуваючи на шляху між Сирією та Малою Азією і вело значну торгівлю, чому сприяла глибина річки, по якій навантажені судна підходили до самого міста.

## Промисловість
Бавовноочисна, текстильна, харчова.